# 上野学园大学
上野学园大学（Ueno gakuen daigaku）是位于日本东京台东区的一所私立大学，专注于音乐教育

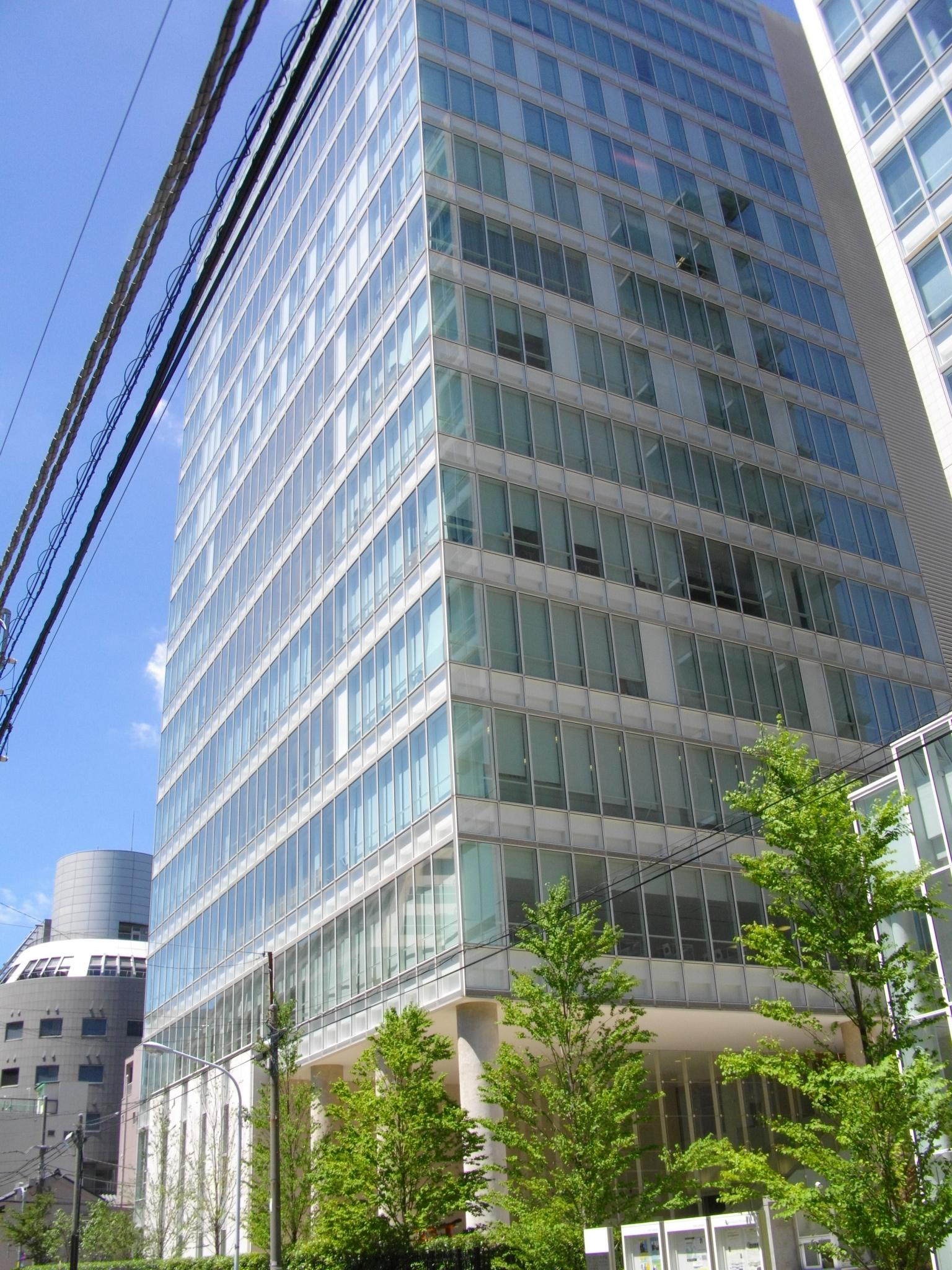
上野学园大学校舍

。该大学成立于1958年，其前身是1904年为年轻女性设立的一所学校
。
上野学园大学最著名的校友之一是钢琴家辻井伸行，他是2009年第十三届范·克莱本国际钢琴比赛的金奖得主。辻井于2007年4月进入该大学的表演专业，并于2011年3月毕业
。
上野学園大学于2020年（令和2年）7月宣布停止招生，目前正在进行正式的闭校手续。其附属的上野学園短期大学以及上野学園中学校和高等学校仍将继续正常运营，并对外招生。